# انزو روزا
انزو روزا (انگلیسی: Enzo Rosa; ۲۴ آوریل ۱۹۱۳ – ۲۰ فوریهٔ ۱۹۹۴) بازیکن فوتبال اهل ایتالیا بود.
از باشگاه‌هایی که در آن بازی کرده‌است می‌توان به باشگاه فوتبال یوونتوس، باشگاه فوتبال پیاچنزا، و باشگاه فوتبال آتالانتا اشاره کرد.